# Paul von Kügelgen
Paul von Kügelgen (ur. w 1843 r. w Rakvere w Estonii; zm. w 1904 r. w Sankt Petersburgu) – niemiecki dziennikarz.
Paul von Kügelgen był synem Konstantina von Kügelgena. Ukończył studia na uniwersytecie w Dorpacie. Redagował kolejno Revalsche Zeitung, Nordische, a od 1874 r. Sankt Petersburger Zeitung, główne pismo mieszkających w Rosji Niemców. Uczył także języka niemieckiego. Przełożył prace D. A. Tołstoja: Ein Blick auf das Unterrichtswesen Busslands im XVIII Jahrhundert bis 1782 (1884); Das academische Gymnasium und die academische Universität im XVIII Jahrhundert (1886) oraz Die Bürgerschulen während der Regierung der Kaiserin Katharina II (1887).